# Kapel van Kievermont

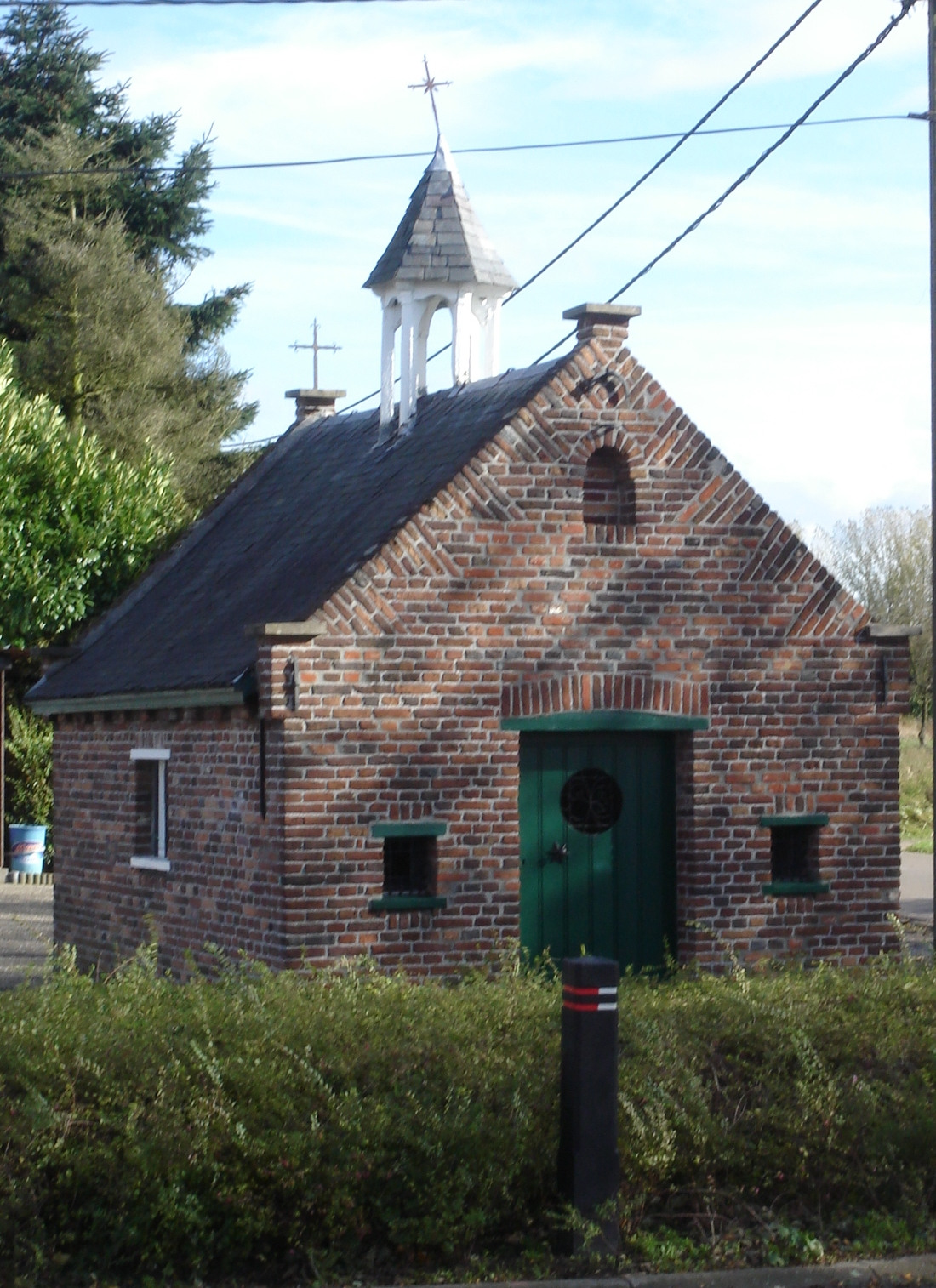
Kapel van Kievermont

De Kapel van Kievermont (ook: Kapel van Roten) is een kapel in de tot de Antwerpse gemeente Geel behorende buurtschap Kievermont, gelegen aan Voort.
De kapel is gewijd aan Onze-Lieve-Vrouw van Smarten en werd waarschijnlijk einde 18e eeuw opgericht door de familie Van Roten, als dank voor een bewezen gunst.
In 1968 werd de kapel gerestaureerd, waarbij gebruik gemaakt werd van materiaal dat afkomstig was van de gesloopte Onze-Lieve-Vrouwekapel te Liessel.
Het is een bakstenen gebouwtje onder zadeldak tussen tuitgevels, met vlechtingen. Op het dak bevindt zich een open dakruitertje.
Het interieur wordt overkluisd door een tongewelf.